# Більчаківський заказник
Більчакі́вський зака́зник — лісовий заказник місцевого значення в Україні. Розташований у межах Березнівського району Рівненської області на території Марининської сільської ради. 
Площа - 17 га. Статус присвоєно згідно з рішенням Рівненської облради № 343 від 22.11.1983 року. Землекористувач: ДП «Соснівський лісгосп» (Більчаківське лісництво, квартал 51, виділи 26, 33 та 39). 
Статус присвоєно з метою збереження і охорони високопродуктивного соснового насадження. Територія заказника розташована в межах Клесівської денудаційної рівнини. Її геоморфологічні особливості характерні для Житомирського Полісся. Більшу частину його території займають соснові ліси чорницево-зеленомохові з дубом у II ярусі та з невеликою домішкою берези. У Більчаківському заказнику перебуває під охороною високопродуктивне насадження сосни площею 17 га. Сосни на цій ділянці досягають віку близько 80 років. Рельєф заказника є порізаним і неоднорідним за своєю флорою: чорниця, зелений мох, моління голуба, мітлиця тонка, конвалія, папороть-орляк, рододендрон жовтий, щитник шартрський, багно болотяне, буяхи. Вздовж урочища тягнеться вузькою смугою болото, на краях якого панують зелені мохи. Саме тут виявлено рослину, занесену до Червоної книги України,— плаун колючий.

## Галерея

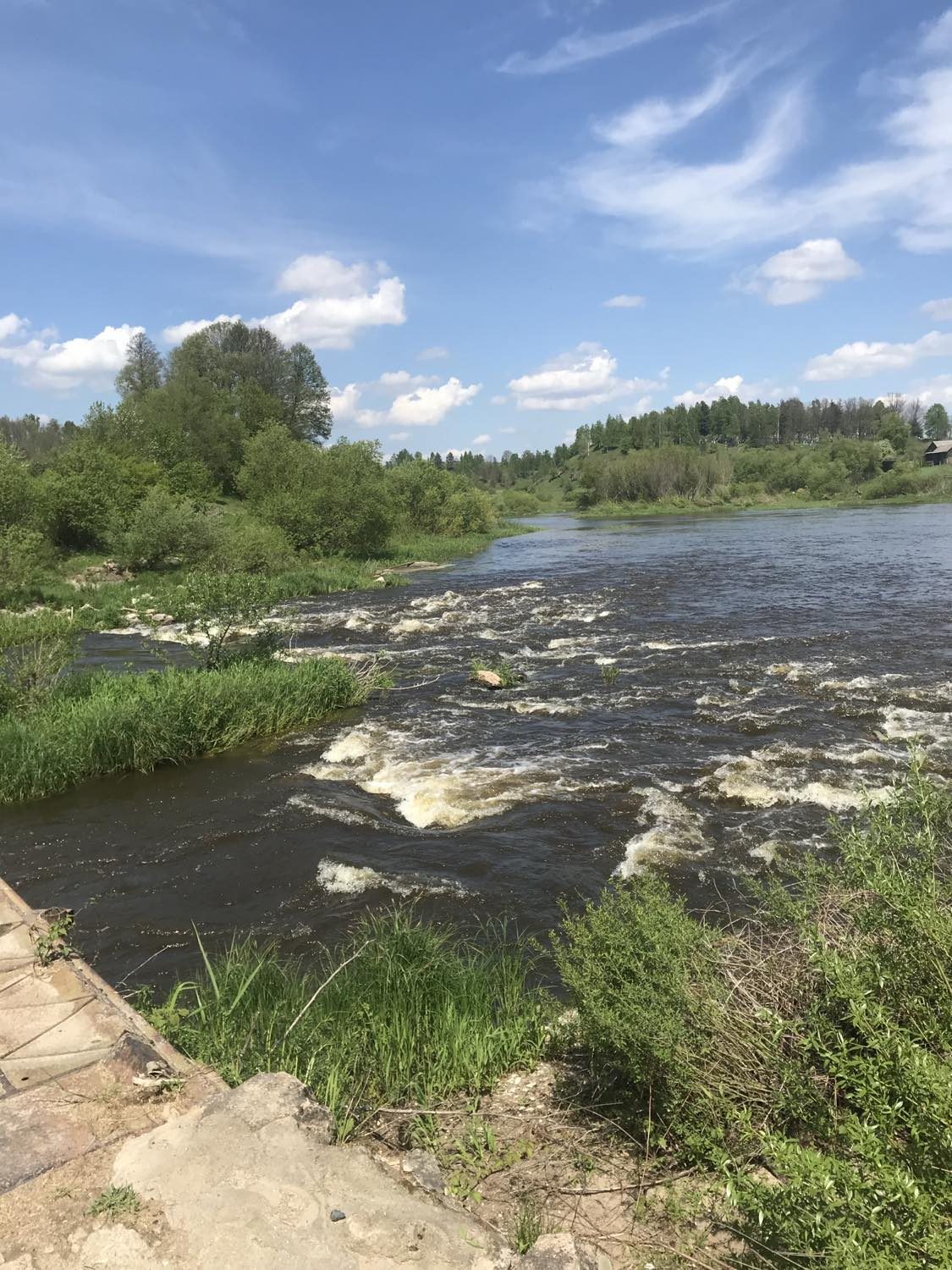
Виходи порід спостерігаються як у річці, так і на її берегах